# Lahntal
Lahntal település Németországban, Hessen tartományban. Lakosainak száma 7123 fő (2023. december 31.).

## Népesség
A település népességének változása:
| Lakosok száma | 6853 | 6959 | 6978 | 7042 | 7102 | 7123 |
|               | 2014 | 2017 | 2019 | 2021 | 2022 | 2023 |